# Große Moschee Kuwait
Die Große Moschee Kuwait (arabisch المسجد الكبير, DMG al-masǧid al-kabīr) ist die größte Moschee Kuwaits.
Das in der Stadt Kuwait gelegene Gesamtareal umfasst 45.000 m2, von denen 20.000 m2 überbaut sind. Die Moschee bietet im 5.000 m2 großen Männergebetssaal 7.000 und im separaten Frauengebetssaal noch einmal 950 Gläubigen Platz. Der Bau verfügt über eine mächtige Kuppel (Durchmesser 26 m; Höhe 47 m), ein 70 m hohes Minarett und eine monumentale Portikus (Höhe: 15 m). Auf dem Gelände befinden sich weiterhin eine Bibliothek und eine unterirdische 5-stöckige Tiefgarage mit 550 Stellplätzen.
Entworfen wurde die Moschee 1976 vom irakischen Architekten Mohammed Saleh Makiya. Der Bau dauerte von 1979 bis 1986. Ein bekannter Imam der Moschee ist Mischari Raschid al-Afasi.